# Fatima Soudi bint Abderremane
Fatima Soudi bint Abderremane, née vers 1836 à Ouallah à Mohéli et morte en 1878, a été sultane ou djombé de Mohéli à partir de 1849. Elle est la fille de deux princes malgaches, Ramanetaka et de Rovao, apparentés de près à la famille royale Merina de Madagascar.

## Biographie
Les Français, maîtres de Mayotte depuis 1841, essaient d'étendre leur domination sur Mohéli comme ils ont pu le faire sur Anjouan. Lorsque sa mère devient djumbé et se remarie en 1843, la France intervient et met fin à la relation de vassalité qui unissait le sultanat à celui de Zanzibar[Comment ?] et à celui de Mascate, allié de la Grande-Bretagne. En 1847, le gouverneur de Mayotte confie la jeune reine à une gouvernante institutrice créole, Mme Droit. Fatima s'occidentalise peu à peu, notamment dans sa manière de se vêtir. En 1849, elle hérite du trône.
En 1851, des notables de l'île proposent un mariage avec le prince Saïd Mohammed Nasser M'kadara de Zanzibar. Elle s'y oppose et la population interprète cette décision comme le refus d'épouser un musulman. La population se révolte. La gouvernante est jugée responsable et doit quitter l'île en octobre 1851. Fatima est contrainte d'accepter et en 1852 se rend à Zanzibar pour se marier. Dès lors elle adopte les coutumes arabes concernant les femmes, elle garde cependant le pouvoir. Lorsque vers 1860, le prince rentre d'un voyage sur son île natale, il se voit refuser l'entrée au palais. Fatima a demandé l'aide de la France contre le parti zanzibarite. Des troubles éclatent, en février puis en novembre 1861, entraînant l'intervention de la marine française. M'kadara trouve la mort, dans des conditions suspectes, une fois le calme revenu ; il avait eu trois enfants avec la reine. Un compromis entre les partis est trouvé, le prince Saidi Omar d'Anjouan, accepte d'épouser Fatima mais le mariage ne durera pas. En 1865, elle signe un contrat d'exploitation avec Joseph Lambert qui souhaite créer une exploitation sucrière sur l'île et il acquiert 42 % de la surface cultivable de l'île. Rapidement, on leur prête une aventure.
En 1867, la reine abdique en faveur de son fils Mohamed qui s'empresse de dénoncer le contrat, qui apparait maintenant inique. Lambert fait appel à la France et la marine française bombarde Mohéli, Djoumbé Fatima s'enfuit à Zanzibar. De là, elle gagne Paris et demande l'intervention de l'empereur Napoléon III. A Mohéli, Lambert se fait tuteur de Mohamed. Sa mère revient sans résultat concret et, devant l'agitation de la population, la marine rase presque entièrement Fomboni, le 3 juin 1871. Fatima accepte sa défaite. Lambert meurt le 22 septembre 1873 et Mohamed en 1874. Fatima remonte sur le trône. Émile Fleuriot de Langle (1837-1881), fils de l'amiral Alphonse Fleuriot de Langle,, est désigné comme gestionnaire du domaine de Joseph Lambert ; Fleuriot de Langle et elle auront deux enfants dont Salima Machamba, la dernière reine de Mohéli.